# Paladino (personaggio)
Paladino (in inglese Paladin) un personaggio dei fumetti creato da Jim Shooter (testi) e Carmine Infantino (disegni), pubblicato dalla Marvel Comics. La sua prima apparizione avviene in Daredevil (vol. 1) n. 150 (gennaio 1978).
Mercenario benevolo e con un forte codice d'onore, Paladino ha frequentemente combattuto sia contro che al fianco di numerosi supereroi ma, nonostante ciò, il suo vero nome non è noto a nessuno e lo pseudonimo che utilizza più di frequente è "Paul Denning", gioco di parole basato sul suo nom de guerre.

## Storia editoriale
Dopo il suo debutto su Daredevil (vol. 1) n. 150, del gennaio 1978, il personaggio è stato protagonista di uno one-shot su Marvel Premiere n. 43 (agosto 1978) e in Marvel Team-Up (vol. 1) n. 108, datato agosto 1981, diventando una figura ricorrente nell'Universo Marvel.
Paladino è comparso di frequente nelle testate Silver Sable and the Wild Pack, Heroes for Hire e Thunderbolts nonché nell'antologia Marvel Comics Presents.

## Biografia del personaggio

### Primi anni
Nato a Tempe, Arizona, il misterioso individuo noto solo come "Paladino" ha cancellato ogni traccia del suo passato divenendo un investigatore privato e mercenario dotato, per ragioni ignote, di capacità fisiche sovrumane. Assoldato per catturare l'Uomo Porpora, Paladino si scontra con Devil in due differenti occasioni, dopodiché affronta il criminale Phantasm ed aiuta Wasp a sconfiggere il Barone Brimstone, iniziando in seguito una breve relazione con lei che lo porta a scontrarsi coi Signori del male.
Paladino incontra poi per la prima volta l'Uomo Ragno, col quale ha immediatamente degli attriti in quanto l'eroe si dice disgustato dallo stile di vita mercenario, che invece ritiene ridicolo non tragga profitto dalle sue abilità ma, nonostante ciò, i due instaurano una sorta di rispetto reciproco e si trovano nuovamente a collaborare quando Silver Sable li cuinvolge nelle indagini per scoprire una cospirazione nella sua terra natia, Symarkia. Dopo essere stato assoldato da Diamante per assaltare il quartier generale della Società dei Serpenti arrestandone tutti i componenti all'infuori di Black Mamba e Asp, si allea con le esse, Diamante e Capitan America per sconfiggere Superia e le Femizons.
Successivamente Paladino collabora su commissione con Generation X e coi Wild Pack di Silver Sable tornando poi a svolgere operazioni mercenarie in solitaria e gli vengono offerti dieci milioni di dollari per assassinare il Punitore, sebbene fallisca e gli vengano spezzate entrambe le gambe da U.S. Agent.
Paladino contribuisce inoltre all'arresto di Devil da parte dell'FBI sparandogli un colpo non letale da un elicottero con un fucile di precisione.

### Civil War
Nel corso della guerra civile dei superumani Paladino si schiera a favore della registrazione infiltrandosi nella formazione di Eroi in vendita assemblata da Misty Knight, per poi tradirli durante il loro primo incontro con Capitan America, narcotizzarli e tentare di consegnarli tutti allo S.H.I.E.L.D. sebbene Shang-Chi riesca in seguito a sconfiggerlo, liberando e facendo fuggire il resto dei compagni.

### Dark Reign
Durante il regno oscuro di Norman Osborn, Paladino entra a far parte dei Thunderbolts, divenuti una squadra black ops al servizio diretto dell'uomo tentando senza successo di assassinare Elektra per incassare gli 82 milioni di dollari sulla sua testa. Tempo dopo, resosi progressivamente conto della follia e dell'assenza di moralità di Osborn, Paladino approfitta del caos provocato dall'Assedio di Asgard per abbandonare i Thundebolts dopo aver salutato Ant-Man, unico membro con cui ha stretto amicizia.
Paladino torna a collaborare con Silver Sable e Misty Knight indagando assieme a Sudario nel momento in cui Devil viene posseduto dalla "Bestia", il demone a capo della Mano, dopodiché si unisce a una nuova e poco longeva formazione di Eroi in vendita.

## Poteri e abilità
Paladino è dotato di capacità fisiche quali forza, velocità, riflessi e resistenza sovrumane, inoltre è un esperto nel combattimento corpo a corpo (in particolare di discipline come boxe, judo e taekwondo), un ottimo investigatore e un'abile spia che, pur essendo addestrato nell'uso di qualsiasi arma da fuoco, preferisce non utilizzare strumenti letali quando possibile, adoperando invece una particolare pistola di stordimento azionabile solo da lui e capace di rimescolare i segnali del sistema nervoso del bersaglio rendendolo incosciente.
La tuta protettiva di Paladino è realizzata in tessuto elasticizzato sintetico, con stivali, guanti, casco, torso, ginocchiere e gomitiere a prova di proiettile. Il casco è inoltre dotato di un sistema di respirazione subacqueo con un'ora di alimentazione e lenti regolabili per la visione a infrarossi. In seguito ai fatti di Assedio, Paladino è inoltre fuggito da Asgard portando con sé Gungnir, la lancia di Odino.

## Altre versioni
Nell'universo Ultimate, "Paladin" è l'identità assunta da Marc Spector per infiltrarsi alla Roxxon.

## Altri media
- Paladin compare in Marvel: Avengers Alliance 2[29].